# Случайный муж
«Случайный муж» (англ. The Accidental Husband) — кинофильм, драматическая комедия режиссёра Гриффина Данна. Слоган фильма: Falling in love… even the expert is confused («Влюбляясь… даже эксперт сбит с толку»). Премьера состоялась 13 февраля 2008 года, в России — 11 сентября.

## Сюжет
Эмма Ллойд, семейный психолог (Ума Турман) — звезда радио, она блестяще ведёт в прямом эфире ток-шоу «Настоящая любовь». Правда, основной её посыл в диалогах со своими слушателями — не то, как найти настоящую любовь, а то, как помочь им разобраться, что та любовь, которая есть (или только намечается) у них сейчас — ненастоящая.
Шоу доктора Ллойд слушают десятки тысяч людей по всему Нью-Йорку. Но есть в городе один человек, настроенный к ней очень критически — пожарный Патрик Салливан (Джеффри Дин Морган) убеждён, что именно Эмма сломала ему жизнь. Невеста Салливана София (Жустина Мачадо) оказалась страстной поклонницей доктора Ллойд. Однажды она решилась дозвониться до студии и, побеседовав с Эммой в прямом эфире, внезапно пришла к выводу: им с Патриком необходимо расстаться.
Ошеломлённый Салливан задаётся вопросом: способна ли доктор Ллойд понять, каково это, когда твоё такое близкое счастье походя, несколькими фразами разбивает вдребезги совершенно незнакомый человек. На беду Эммы Патрик дружит с семьёй из Индии, держащей национальный ресторанчик прямо под его квартиркой в Квинсе, и в этой семье есть юный вундеркинд, очень увлекающийся компьютерами.
В результате, когда Эмма пытается подать документы для регистрации брака с издателем своей книги Ричардом Брейтоном (Колин Фёрт), бесстрастный компьютер мэрии выдаёт невероятную информацию: оказывается, доктор Эмма Ллойд уже замужем. Официально она — миссис Патрик Салливан, жена какого-то непонятного пожарного, и для исправления этой нелепой ошибки нужно выполнить массу бюрократических формальностей, причём все они требуют личного участия и активного содействия «законного супруга».
И теперь уже самой Эмме предстоит разобраться, настоящая ли у неё любовь…

## В ролях
| Актёр               | Роль                                                        |
| ------------------- | ----------------------------------------------------------- |
| Ума Турман          | доктор Эмма (Эммелин Уиллиг) Ллойд                          |
| Колин Фёрт          | Ричард Брейтон, директор издательства, жених Эммы           |
| Джеффри Дин Морган  | Патрик Салливан, пожарный, «муж» Эммы                       |
| Сэм Шепард          | Уайлдер Ллойд, отец Эммы                                    |
| Жустина Мачадо      | София, невеста Патрика                                      |
| Линдсэй Слоун       | Мэрси, ассистентка доктора Ллойд                            |
| Кир Дулли           | Карл Боленбеккер, новый владелец издательской фирмы Ричарда |
| Изабелла Росселлини | Грета Боленбеккер, его жена                                 |
| Кристина Клебе      | Катерина Боленбеккер, дочь Карла и Греты                    |